# Oier Olazábal

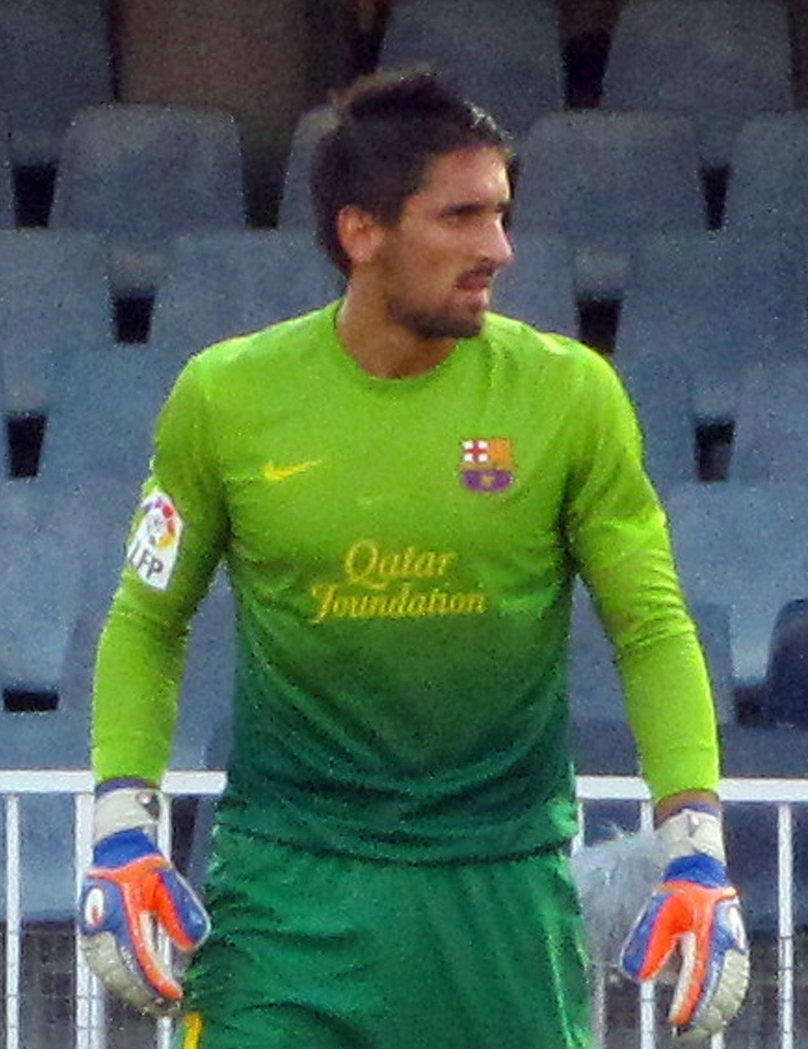

Oier Olazábal, född 14 september 1989 i Irun i Guipúzcoa i Baskien, är en spansk fotbollsspelare som från och med 2020 spelar som målvakt för RCD Espanyol i La Liga. Tidigare har han spelat i FC Barcelona, Granada CF och i Levante UD. Oier Olazábal har fått smeknamnet "Oier Porter" (som betyder "Oier Målvakt" på catalá) av sina lagkamrater eftersom han är målvakt.